# Racovița, Argeș
Racovița este un sat ce aparține orașului Mioveni din județul Argeș, Muntenia, România.